# ORP Gryf (1976)
ORP Gryf – okręt szkolny projektu 888, typu Wodnik, który został zbudowany w Stoczni Północnej w Gdańsku. 
Trzeci okręt o tej nazwie w Polskiej Marynarce Wojennej - po stawiaczu min i okręcie szkolnym, przebudowanym z seryjnego frachtowca niemieckiego typu Hansa A - zwodowany w dniu 13 marca 1976 i wcielony do służby w 1976 roku, a wycofany w 2005 roku. Okręt służył w dywizjonie Okrętów Szkolno-Badawczych 3 Flotylli Okrętów. W dniach 20 czerwca - 06 lipca 1977 roku ORP "Gryf", dowodzony wtedy przez kpt. mar. Zdzisława Żmudę, odbył długi rejs szkolny do Murmańska i z powrotem, opisany następnie przez red. Krzysztofa Pola w wydanej w 1981 roku przez ówczesne Wydawnictwo MON książce pt. "Rejs na GRYFIE". W dniach 4–26 maja 1983 roku okręt wziął udział w wielkich ćwiczeniach sił Marynarki Wojennej o kryptonimie Reda-83. 
Został wycofany ze służby 31 maja 2005 roku. Okręt wystawiony był do sprzedaży i rozważano jego przebudowę na statek wycieczkowy. Do sprzedaży jednak nie doszło, i po przeholowaniu 15 kwietnia 2009 roku do Gdańska, został latem tego roku złomowany.
Jednostką bliźniaczą jest ORP "Wodnik", pozostający wciąż w czynnej służbie (stan na rok 2021).